# 大江新
大江 新（おおえ しん、1943年 - ）は、日本の建築家。

## 人物・来歴
父は大江宏。祖父は大江新太郎。1968年 東京大学工学部都市工学科卒業後、大江宏建築事務所にて建築設計にたずさわる。その後東京大学工学系大学院都市工学博士課程修了。1989年に大江宏建築事務所を継承し主宰、1998年大江建築アトリエに改称、現在は同代表。
1984年から2013年まで法政大学工学部（現デザイン工学部）建築学科にて建築教育に従事、現在同大学名誉教授。
1990年代より千代田区都市計画審議会、世田谷区環境審議会などの委員を経て、現在は千代田区景観まちづくり審議会委員および江戸川区景観審議会委員。
建築作品は、小平市平櫛田中彫刻美術館、横浜三渓園「鶴翔閣」（保存・再生設計）、横浜能楽堂（2002年 第8回公共建築賞優秀賞）、金剛能楽堂（2005年 日本建築家協会優秀建築選）、増戸保育園（あきる野市）など。

## 著書
- 『都市の復権と都市美の再発見』(共著 法政大学出版局 1036-50103-7710)
- 『エコロジーと歴史にもとづく地域デザイン』（共著 学芸出版社 ISBN 4-7615-1190-7 C0052）
- 『Future Visionの系譜〜水の都市の未来像』（共著 鹿島出版会 ISBN 4-306-04467-X C3052）など。